# Ботсфорд
Ботсфорд (англ. Botsford) — парафія в Канаді, у провінції Нью-Брансвік, у складі графства Вестморленд.

## Населення
За даними перепису 2016 року, парафія нараховувала 1058 осіб, показавши скорочення на 1,5%, порівняно з 2011-м роком. Середня густина населення становила 3,5 осіб/км².
З офіційних мов обидвома одночасно володіли 120 жителів, тільки англійською — 935, тільки французькою — 5. Усього 40 осіб вважали рідною мовою не одну з офіційних, з них 5 — українську.
Працездатне населення становило 53,4% усього населення, рівень безробіття — 12,7% (16,7% серед чоловіків та 10,6% серед жінок). 85,3% осіб були найманими працівниками, а 13,7% — самозайнятими.
Середній дохід на особу становив $33 233 (медіана $28 352), при цьому для чоловіків — $37 603, а для жінок $29 016 (медіани — $32 896 та $22 976 відповідно).
34,9% мешканців мали закінчену шкільну освіту, не мали закінченої шкільної освіти — 22,9%, 41,7% мали післяшкільну освіту, з яких 27,5% мали диплом бакалавра, або вищий.
| Статево-вікова структура населення | Статево-вікова структура населення | Статево-вікова структура населення | Статево-вікова структура населення | Статево-вікова структура населення |
| ---------------------------------- | ---------------------------------- | ---------------------------------- | ---------------------------------- | ---------------------------------- |
|                                    |                                    |                                    |                                    |                                    |
| Всього                             | Всього                             | 50,0%                              |                                    |                                    |
| 0 — 14 років                       | 0 — 14 років                       |                                    | 10,4%                              | 10,4%                              |
| 15 — 64 років                      | 15 — 64 років                      |                                    | 59%                                | 59%                                |
| 65 і більше                        | 65 і більше                        |                                    | 30,7%                              | 30,7%                              |
| 85 і більше                        | 85 і більше                        |                                    | 2,4%                               | 2,4%                               |
| Середній вік (років)               | Середній вік (років)               | 50,052,1                           | 51,0                               | 51,0                               |
| Медіана (років)                    | Медіана (років)                    | 56,457,4                           | 56,9                               | 56,9                               |
| — чоловіки — жінки                 |                                    |                                    |                                    |                                    |

| Походження мешканців:     | Походження мешканців:     | Походження мешканців: | Походження мешканців: | Походження мешканців: |
| ------------------------- | ------------------------- | --------------------- | --------------------- | --------------------- |
| Походження                |                           |                       | осіб                  | %                     |
| Корінні американці        | Корінні американці        |                       | 80                    | 7.58%                 |
| Інше північноамериканське | Інше північноамериканське |                       | 535                   | 50.71%                |
| Європейське               | Європейське               |                       | 615                   | 58.29%                |
| британське                | британське                |                       | 515                   | 48.82%                |
| французьке                | французьке                |                       | 80                    | 7.58%                 |
| українське                | українське                |                       | 15                    | 1.42%                 |

| Зайнятість населення за галузями (за класифікацією NOC): | Зайнятість населення за галузями (за класифікацією NOC): | Зайнятість населення за галузями (за класифікацією NOC): | Зайнятість населення за галузями (за класифікацією NOC): | Зайнятість населення за галузями (за класифікацією NOC): |
| -------------------------------------------------------- | -------------------------------------------------------- | -------------------------------------------------------- | -------------------------------------------------------- | -------------------------------------------------------- |
|                                                          |                                                          |                                                          |                                                          |                                                          |
| Управління                                               | Управління                                               |                                                          | 7,9%                                                     | 7,9%                                                     |
| Бізнес, фінанси та адміністрування                       | Бізнес, фінанси та адміністрування                       |                                                          | 7,9%                                                     | 7,9%                                                     |
| Природничі та прикладні науки                            | Природничі та прикладні науки                            |                                                          | 4%                                                       | 4%                                                       |
| Охорона здоров'я                                         | Охорона здоров'я                                         |                                                          | 8,9%                                                     | 8,9%                                                     |
| Освіта, правозахист, муніципальні та урядові служби      | Освіта, правозахист, муніципальні та урядові служби      |                                                          | 5%                                                       | 5%                                                       |
| Мистецтво, культура, відпочинок та спорт                 | Мистецтво, культура, відпочинок та спорт                 |                                                          | 2%                                                       | 2%                                                       |
| Роздрібна торгівля та послуги                            | Роздрібна торгівля та послуги                            |                                                          | 25,7%                                                    | 25,7%                                                    |
| Гуртова торгівля, транспорт та обладнання                | Гуртова торгівля, транспорт та обладнання                |                                                          | 17,8%                                                    | 17,8%                                                    |
| Природні ресурси, сільське господарство                  | Природні ресурси, сільське господарство                  |                                                          | 14,9%                                                    | 14,9%                                                    |
| Виробництво                                              | Виробництво                                              |                                                          | 5,9%                                                     | 5,9%                                                     |

## Клімат
Середня річна температура становить 5,5°C, середня максимальна – 21,9°C, а середня мінімальна – -13,5°C. Середня річна кількість опадів – 1 099 мм.
| Клімат поселення                              | Клімат поселення | Клімат поселення | Клімат поселення | Клімат поселення | Клімат поселення | Клімат поселення | Клімат поселення | Клімат поселення | Клімат поселення | Клімат поселення | Клімат поселення | Клімат поселення | Клімат поселення |
| Показник                                      | Січ.             | Лют.             | Бер.             | Квіт.            | Трав.            | Черв.            | Лип.             | Серп.            | Вер.             | Жовт.            | Лист.            | Груд.            |                  |
| Середній максимум, °C                         | −2,29            | −1,72            | 2,91             | 8,59             | 14,86            | 19,99            | 21,86            | 21,49            | 17,31            | 11,64            | 6,20             | −0,45            |                  |
| Середня температура, °C                       | −7,88            | −7,3             | −2,68            | 3,00             | 9,28             | 14,41            | 18,29            | 17,92            | 13,74            | 8,10             | 2,62             | −4,01            |                  |
| Середній мінімум, °C                          | −13,46           | −12,9            | −8,25            | −2,6             | 3,69             | 8,82             | 14,72            | 14,34            | 10,16            | 4,52             | −0,95            | −7,58            |                  |
| Норма опадів, мм                              | 104              | 81               | 86               | 78               | 92               | 88               | 82               | 85               | 90               | 103              | 102              | 108              |                  |
| Середньомісячна швидкість вітру, м/с          | 5.11             | 4.96             | 5.04             | 4.86             | 4.47             | 4.03             | 3.74             | 3.65             | 4.04             | 4.54             | 4.94             | 5.25             |                  |
| Середньомісячна сонячна радіація, кДж/м²·день | 5085             | 8554             | 12256            | 15251            | 18219            | 20353            | 20079            | 17607            | 13272            | 8338             | 4802             | 3742             |                  |
| --------------------------------------------- | ---------------- | ---------------- | ---------------- | ---------------- | ---------------- | ---------------- | ---------------- | ---------------- | ---------------- | ---------------- | ---------------- | ---------------- | ---------------- |
| Джерело:                                      |                  |                  |                  |                  |                  |                  |                  |                  |                  |                  |                  |                  |                  |